# أمبيكا أناند
أمبيكا أناند (بالإنجليزية: Ambika Anand)‏ (15 سبتمبر 1980، نيودلهي في الهند)؛ كاتِبة وروائية هندية.